# Chesiadodes simularia
Chesiadodes simularia là một loài bướm đêm trong họ Geometridae.